# Duftdrüse
Als Duftdrüsen bezeichnet man Drüsen in der Haut von Menschen und Tieren, die Duftstoffe absondern können. Jene Stoffe werden von Artgenossen oder Tieren anderer Arten bewusst oder unbewusst über das olfaktorische System aufgenommen; mit dem vomeronasalen Organ (VNO) (beim postembryonalen Menschen nicht sicher nachweisbar und vermutlich ohne Funktion) existiert dafür ein spezialisiertes Sinnesorgan.

## Tiere
Bei Tieren können Duftdrüsen unterschiedliche Funktionen tragen und so der Verteidigung und Abschreckung von Feinden (z. B. Stinkdrüsen beim Stinktier), der Revierabgrenzung, der Orientierung im Raum (z. B. durch Absetzen von Duftmarken), der innerartlichen Verständigung (z. B. Stockgeruch bei Bienen) oder der Anlockung des anderen Geschlechts dienen.

## Mensch
Beim Menschen werden die Duftdrüsen gemeinhin zu den Schweißdrüsen Glandulae sudoriferae gezählt und traditionell den übrigen ekkrinen Schweißdrüsen gegenüber auch als apokrine Schweißdrüsen bezeichnet (die sowohl merokrin (ekkrin) als auch apokrin sezernieren). Im Unterschied zu den unabhängig von Haarfollikeln über den gesamten Körper verteilten 2 bis 4 Millionen cholinerg innervierten ekkrinen Schweißdrüsen, welche dem nackten Primaten eine außerordentlich effektive Thermoregulation erlauben, sind seine insgesamt meist weniger als hunderttausend Duftdrüsen größer, auf bestimmte Körperregionen beschränkt und ihr Ausführungsgang mündet jeweils in den Trichter eines Haarfollikels, neben dem einer Talgdrüse des Haarbalgs.
Duftdrüsen liegen zu über 100/cm² besonders dicht in der Unterhaut von Achselhöhle, Genitoanalregion und Brustwarzenhof sowie, spärlicher, von Gesicht, Kopfschwarte und periumbilikaler Bauchhaut.

### Funktion
Die unverzweigten, röhrenförmigen Einzeldrüsen bilden besondere Sekrete, die entlang eines Haarschaftes mit Hauttalg vermischt an die Oberfläche gelangen und unter Mitwirkung einer spezifisch adaptierten bakteriellen Hautflora zu oft intensiven Duftstoffen umgesetzt werden. Deren verschiedene Duftnoten tragen auch beim Menschen zumindest innerartlich kommunikative Funktionen – in der Regel unbewusste – und können als Signale verstanden werden. Die Reizaufnahme erfolgt über das gewöhnliche Riechepithel.
Die Duftdrüsen sind phylogenetisch betrachtet sehr viel älter als die ekkrinen Schweißdrüsen und werden ebenso wie diese sympathisch innerviert, jedoch adrenerg. Insbesondere im Zusammenhang mit emotionalen Regungen wie Wut, Schmerz, Angst, aber auch Freude, Lust und sexueller Erregung wird die Sekretion der Duftdrüsen nervös vermittelt gesteigert. Unter Umständen kann dies auch in Reaktion auf olfaktorisch detektierte Stoffe mit pheromonähnlicher Wirkung auftreten. Meist langfristig stimulierend wirken Sexualhormone auf die Aktivität von Duftdrüsen, die ihre sezernierende Tätigkeit so überwiegend erst zu Beginn der Geschlechtsreife aufnehmen.
Spezialisierte apokrine Schweißdrüsen sind die Mollschen Drüsen Glandulae ciliares conjunctivales, die am Lidrand in den Haarbalg von Wimpern münden, sowie die Ohrschmalzdrüsen Glandulae ceruminosae des äußeren Gehörgangs, die Cerumen sezernieren.